# Lista över fornlämningar i Flens kommun
Lista över fornlämningar i Flens kommun är en förteckning av ett urval av de fornlämningar som finns i Flens kommun.

## Bettna
Se Lista över fornlämningar i Flens kommun (Bettna)

## Blacksta
Se Lista över fornlämningar i Flens kommun (Blacksta)

## Dunker
Se Lista över fornlämningar i Flens kommun (Dunker)

## Flen
Se Lista över fornlämningar i Flens kommun (Flen)

## Forssa
Se Lista över fornlämningar i Flens kommun (Forssa)

## Gryt
| Namn     | Lämningstyp  | Tillkomsttid | Historisk indelning | Plats | Läge                 | ID-nr          | Bild                                 |
| -------- | ------------ | ------------ | ------------------- | ----- | -------------------- | -------------- | ------------------------------------ |
| Gryt 5:1 | Gravfält     |              | Gryt, Södermanland  |       | 59.044292, 16.994927 | 10032600050001 | Ladda upp en bild av detta fornminne |
| Gryt 6:1 | Stensättning |              | Gryt, Södermanland  |       | 59.044998, 16.993107 | 10032600060001 | Ladda upp en bild av detta fornminne |
| Gryt 6:2 | Stensättning |              | Gryt, Södermanland  |       | 59.045042, 16.992601 | 10032600060002 | Ladda upp en bild av detta fornminne |
| Gryt 7:1 | Röse         |              | Gryt, Södermanland  |       | 59.045727, 16.989628 | 10032600070001 | Ladda upp en bild av detta fornminne |
| Gryt 7:2 | Röse         |              | Gryt, Södermanland  |       | 59.045622, 16.989809 | 10032600070002 | Ladda upp en bild av detta fornminne |
| Gryt 7:3 | Stensättning |              | Gryt, Södermanland  |       | 59.045228, 16.989627 | 10032600070003 | Ladda upp en bild av detta fornminne |

## Helgesta
Se Lista över fornlämningar i Flens kommun (Helgesta)

## Hyltinge
Se Lista över fornlämningar i Flens kommun (Hyltinge)

## Lilla Malma
Se Lista över fornlämningar i Flens kommun (Lilla Malma)

## Mellösa
Se Lista över fornlämningar i Flens kommun (Mellösa)

## Vadsbro
Se Lista över fornlämningar i Flens kommun (Vadsbro)

## Ärla
| Namn      | Lämningstyp  | Tillkomsttid | Historisk indelning | Plats | Läge                 | ID-nr          | Bild                                 |
| --------- | ------------ | ------------ | ------------------- | ----- | -------------------- | -------------- | ------------------------------------ |
| Ärla 35:1 | Stensättning |              | Ärla, Södermanland  |       | 59.229187, 16.751366 | 10039300350001 | Ladda upp en bild av detta fornminne |
| Ärla 35:2 | Stensättning |              | Ärla, Södermanland  |       | 59.229093, 16.751492 | 10039300350002 | Ladda upp en bild av detta fornminne |
| Ärla 35:3 | Stensättning |              | Ärla, Södermanland  |       | 59.229055, 16.751688 | 10039300350003 | Ladda upp en bild av detta fornminne |

## Årdala
Se Lista över fornlämningar i Flens kommun (Årdala)